# Халидей, Александр Генри
Александр Генри Халидей (англ. Alexander Henry  Haliday; 21 ноября 1806, Холивуд, Даун — 12 июля 1870 или 13 июля 1870, Лукка, Тоскана) —  ирландский энтомолог.

## Наука
Исследовал преимущественно двукрылых (Sphaeroceridae и Dolichopodidae), Thysanoptera и перепончатокрылых насекомых британской фауны.
Его работа «Essay on the classification of parasitic Hymenoptera» стала крупным шагом в высшей таксономии перепончатокрылых насекомых. Холидей был одним из пионеров этой группы, наряду с Johann Ludwig Christian Gravenhorst, Arnold Förster и Nees von Essenbeck.
Внёс вклад в концепцию синонимии и понятие типового экземпляра в таксономии. Последнее он предложил в письме в редакцию журнала Entomological Magazine в 1833 году и получил одобрение редактора Francis Walker.
То описание рода Orphnephila (Diptera: Thaumalaeidae), что сделал Холидей, стало стандартом таксономии, опередившим своё время.

## Цитаты
«…Он был нашим первым энтомологом…»
He was our first entomologist. His ideas of classification and tabulation were so logical, his latinity so classical, and his knowledge of whatever he touched so masterly that I fear we shall be long before we look upon his like again
John Obadiah Westwood, Obituary (Trans. Ent. Soc. London 1870: XLVII)

## Признание
Холидей был избран членом многих научных обществ и академий:
- Royal Irish Academy
- Entomological Society of London
- Linnean Society of London
- Dublin University Zoological Association
- Dublin University Geological Society
- Stettin Entomological Society
- La Società Entomologica Italiana

## Таксоны
Многие из выделенных Холидеем таксонов признаны до сих пор, например :
- Семейство Mymaridae Haliday, 1833
- Семейство Trichogrammatidae Haliday et Walker, 1851
- Род Telenomus Haliday
- Вид Atta quadriglumis Haliday (муравьи-листорезы)
- Вид Formica strenua Haliday

## Труды
Из работ X. наиболее важные:
- «Catalogue of Diptera occurring about Holywood in Downshire» («Entom. Magaz.», 1833);
- «An Essay on the Classification of the Parasitic Hymenoptera of Britain etc.» (3 части, там же, 1833—1838);
- «An Epitome of the British Genera in the order Thysanoptera etc.» (там же, 1836);
- "Hymenoptera Britannica: Oxyura et Alysia " (2 ч., «Isis» 1840);
- «On the Wing Veins of Insects» («Nat. Hist. Rev.», 1856);
- «List of the genera and species of British Diptera etc.» (там же, 1856);
- «Note on a peculiar form of the ovaries observed in a Hymenopterous insect etc.» (там же, 1856);
- «Notes on the blind Fauna of Europa» (вместе с Рейтом, там же, 1857).

С 1857 по 1858 г. X. издавал вместе с другими журнал «Natural History Review».